# Angela Julcher

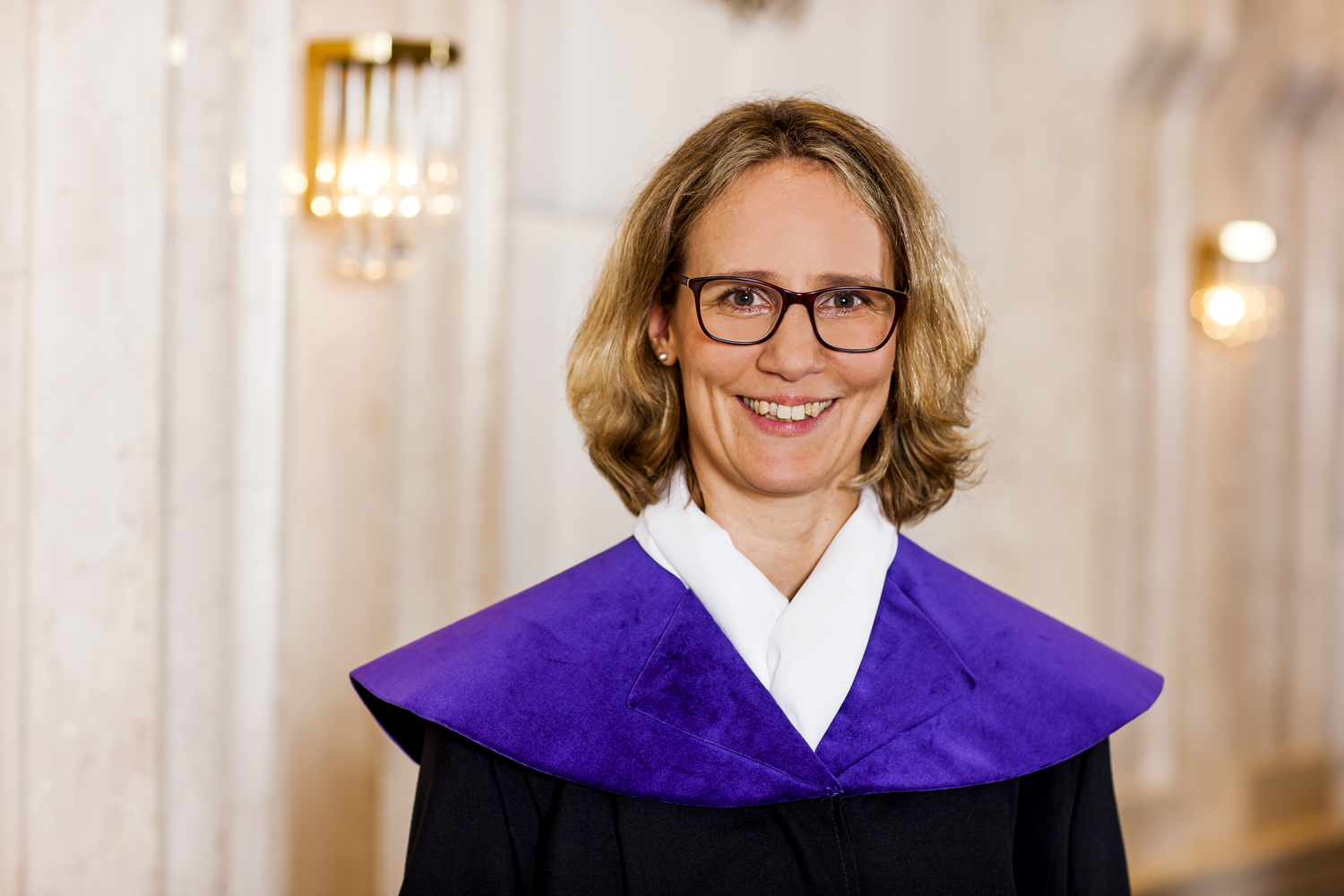
Angela Julcher als Ersatzmitglied des VfGH (2015)

Angela Julcher (* 29. Mai 1973 in Wien) ist eine Österreichische Rechtswissenschaftlerin und Richterin. Sie ist seit 2011 Richterin am Verwaltungsgerichtshof und seit 2025 Mitglied des Verfassungsgerichtshofs.

## Ausbildung
Angela Julcher wurde in der Bundeshauptstadt Wien geboren und wuchs dort auch auf. Sie besuchte das Akademische Gymnasium Wien, wo sie im Jahr 1991 maturierte, und nahm anschließend daran das Studium der Rechtswissenschaften an der Rechtswissenschaftlichen Fakultät der Universität Wien auf. Im Jahr 1995 folgte zunächst die Sponsion zur Magistra iuris, 1997 auch die Promotion zur Doktorin der Rechtswissenschaften an der Universität Wien.

## Beruflicher Werdegang
Bereits ab 1997 war Julcher währenddessen als wissenschaftliche Mitarbeiterin am Hans Kelsen-Institut tätig. Von Ende 1997 bis 1999 sowie erneut von 2001 bis Anfang 2003 war sie zudem wissenschaftliche Mitarbeiterin am Verwaltungsgerichtshof. Von 2003 bis 2010 arbeitete Angela Julcher im Verfassungsdienst des Bundeskanzleramts, ab 2008 war sie dabei auch Abteilungsleiterin. Von 2006 bis 2010 gehörte sie als Mitglied dem damaligen Unabhängigen Umweltsenat an.
Seit Jänner 2011 ist Angela Julcher als Hofrätin an den Verwaltungsgerichtshof berufen und dort somit als Richterin tätig. Am 5. Oktober 2015 wurde sie darüber hinaus als Nachfolgerin der an den EGMR berufenen Gabriele Kucsko-Stadlmayer auf Vorschlag des Nationalrats von Bundespräsident Heinz Fischer zum Ersatzmitglied des Verfassungsgerichtshofs bestellt und zwei Tage später von VfGH-Präsident Gerhart Holzinger als solches angelobt. Im November 2017 wurde Angela Julcher zudem zur Honorarprofessorin am Fachbereich für Arbeits- und Sozialrecht der Universität Salzburg berufen.
Am 4. Juni 2025 wurde sie von der Bundesregierung als ordentliches Mitglied des Verfassungsgerichtshofs vorgeschlagen. Mit 10. Juni 2025 wurde sie schließlich von Bundespräsident Alexander Van der Bellen als Mitglied des VfGH ernannt und von VfGH-Präsident Christoph Grabenwarter angelobt.

## Auszeichnungen
- 2021: Großes Silbernes Ehrenzeichen für Verdienste um die Republik Österreich